# 1989 no jornalismo
Nesta página encontrará referências aos acontecimentos directamente relacionados com o jornalismo ocorridos durante o ano de 1989.

## Nascimentos
| Data        | Nome                        | Profissão                       | Nacionalidade | Observações | Ref |
| ----------- | --------------------------- | ------------------------------- | ------------- | ----------- | --- |
| 25 de abril | Bruno Carneiro Nunes (Fred) | jornalista esportivo e youtuber | Brasil        |             |     |

## Mortes
| Data         | Nome                     | Profissão                        | Nacionalidade | Observações | Ref |
| ------------ | ------------------------ | -------------------------------- | ------------- | ----------- | --- |
| 4 de março   | Genolino Amado           | escritor, professor e jornalista | Brasil        | n. 1902     |     |
| 1 de agosto  | José Cândido de Carvalho | advogado, jornalista e escritor  | Brasil        | n. 1914     |     |
| 25 de agosto | Norberto Lopes           | jornalista e escritor            | Portugal      | n. 1900     |     |